# ديف ستالوورث
ديف ستالوورث (بالإنجليزية: Dave Stallworth)‏ (مواليد 20 ديسمبر 1941 في دالاس - 15 مارس 2017)، هو لاعب كرة سلة أمريكي سابق. بدأ مسيرته الاحترافية في سنة 1965. تم اختياره من قبل فريق نيويورك نيكس خلال الدرافت. يبلغ طوله 6 قدم 7 بوصة (2.0 م). اعتزل اللعب في 1974. فاز بلقب دوري إن بي إيه.

## المسيرة الاحترافية
لعب مع نيويورك نيكس من سنة 1965 إلى 1972، ثم لعب مع واشنطن ويزاردز من سنة 1971 إلى 1974، ثم لعب مع نيويورك نيكس في سنة 1974.

## روابط خارجية
- ديف ستالوورث على موقع إن بي أي (الإنجليزية)
- ديف ستالوورث على موقع سبورتس رفرنس (الإنجليزية)
- ديف ستالوورث على موقع كلية كرة السلة في سبورتس رفرنس.كوم (الإنجليزية)
- ديف ستالوورث على موقع ريلجم (الإنجليزية)
- ديف ستالوورث على موقع بروبوليرز (الإنجليزية)
- ديف ستالوورث على موقع قاعة كنساس للمشاهير الرياضية (مؤرشف) (الإنجليزية)